# Thief: Deadly Shadows
A Thief: Deadly Shadows a Thief-játéksorozat harmadik epizódja, melyben az ismert mestertolvaj, Garrett bőrébe bújhatunk egy steampunk világban, ahol a középkori és az ipari kori környezet elemei mesterien keverednek a misztikummal. A grafikát és némi játékmenetbeli újítást leszámítva szinte egy az egyben az első két játék hagyományait viszi tovább.
A legfontosabb újdonság az, hogy ezentúl két küldetés között bebarangolhatjuk a várost, sőt az egyes helyszínekre is gyalog tudunk eljutni. Eközben szabadon fosztogathat, de számítania kell arra, hogy a városőrség éberen figyel. Ráadásként a felszereléseket egy boltosnál veheti meg, a lopott szajrét pedig orgazdáknak kell eladnia. A zárfeltörés is új kezelőfelületet kapott, valamint immár harmadik személyű nézetbe is átválthatunk. Szintén hasznos új funkció a falakhoz lapulás. A játék elődjeihez hasonlóan jó kritikákat kapott.

## Játékmenet
A Thief-sorozat adta a világ első "First Person Sneaker" játékait, nincs ez másként most sem. Főhősünk Garrett, a tolvaj, aki bár függetlenül dolgozik, akaratán kívül mindig belekeveredik bizonyos felső hatalmak cselszövéseibe. Megbízói által adott küldetéseit lehetőleg minél észrevétlenebbül kell teljesítenie, fizikai kondíciója ugyanis nem a legjobb, és így könnyen áldozattá esne egy esetleges közelharcban. Hogy megkeresse a betevőre valót, különféle értéktárgyakat vagy pénzes erszényeket lop, melyeket aztán a feketepiacon értékesít. Az éberen őrködőket pedig szituációtól függően leütheti, leszúrhatja, lenyilazhatja, vagy esetleg elosonhat mellettük. A lezárt terek sem okoznak neki gondot, hiszen tolvajkulcs-készletével gyakorlatilag bármilyen zárat képes feltörni. Ügyködése során a lehető legnagyobb óvatossággal kell eljárnia, az őrök ugyanis egyből kiszúrják, ha valami nem stimmel, legyen az egy gyanúsan mozgó árny vagy egy feldöntött váza csörömpölése. Ha konfrontációra kerül a sor, akár egyszerűen el is szaladhat, de végső esetben küzdhet is. Hogy ne tévedjen el, Garrett minden helyszín pontos térképével is rendelkezik.
Amennyiben a történet szempontjából fontos dolog fog történni, a játék az elődökből már jól ismert videóbejátszások közül mutat meg egyet. Ezután többnyire máris az utcán találjuk magunkat, küldetésre várva. A város útjain többségükben civilek csellengenek. Ők nem fognak ellenségesen fellépni velünk szemben, annak ellenére sem, hogy körözési plakátokon szerepel Garrett arcképe. A városban kalandozás részlegesen kötött: bizonyos helyszínekre addig nem léphetünk be, míg az előtte való küldetést nem teljesítettük. A korábbi részekből már jól ismert Kalapácsosok és pogányok is jelen vannak, utunk során tehetünk számukra kedvező illetve velük szemben ellenséges lépéseket, melyeknek meglesznek a megfelelő következményei.

## Cselekmény
|  | Alább a cselekmény részletei következnek! |

A történet kezdetén Garrett ismételten mezei tolvajként látható, aki ellopja Lord Julian értékes opálját. Ekkor keresi meg őt Artemus Őrző, hogy segítsen nekik ellopni két értékes tárgyat: a Kalapácsosoktól az Építő Szent Kelyhét, valamint Jacknall mancsát a pogányoktól. Cserébe felajánlja, hogy betekintést nyerhet a próféciákba. Ezen tárgyak birtokba vétele után az Őrzők vezetője, Orland keresi meg Garrettet. Az Őrzők aggódnak amiatt, hogy elkövetkezett az ideje a Sötét Kor beköszöntének. Azonban ahhoz, hogy a próféciákból többet tudjanak meg, szükségük lenne egy elveszett könyvre, a Kompendiumra. Garrett kalandos körülmények közepette indul útnak, hogy megkeresse az elveszett művet, s hogy megtalálja a kinyitásához szükséges Rúnakulcsot, és a kurshok nép koronáját. A kinyitott könyvben érdekes mondat áll: "a megállított idő mutatja meg a gonoszt". Garrett értelmezésében ez azt jelenti, hogy meg kell állítani a városi óratoronyban lakozó óraművet. Ezzel azonban csak azt éri el, hogy összeomlik az egész torony, mely romjaiban egy hatalmas nyilat formáz, mely úgy tűnik, hogy Orland Őrző irodájára mutat.
Eközben azonban az őrzők holtan találják Caducát, az idős fordítót. Orland a Tanács elé rendeli Garrettet, ahol hosszas vita után bűnösként ítélik el. Garrett azonban elmenekül, s elfogására telepatikusan kommunikáló harcosokat küldenek az őrzők. Egy kis csoportjuk azonban Garrett mellett áll. Titkos találkára hívják a tolvajt, s elmondják neki, hogy az óratorony összeomlása után a romjai egy nyilat formáztak, mely viszont voltaképpen az Őrzők könyvtárára mutat. Mindeközben az idős fordító segédjét, egy fiatal lányt, Gamallt nevezik ki új fordítónak. Garrett az eseményekből azt szűri le, hogy Orland lehet a megjövendölt "Testvér és Áruló", s ezért visszamegy az Őrzők főhadiszállására nagy titokban. Itt azonban nagy meglepetésére egy boszorkánnyal fut össze, aki kőszobrokat kelt életre a tolvaj meggyilkolására. Garrett alig tud megmenekülni.
A banya kilétének megállapításában csak egy ember segíthet: Drept, a Kalapácsos nyomozó. Ő mondja el Garrettnek, hogy gyerekkorában már találkozott a boszorkánnyal, méghozzá a shalebridge-i árvaházban, amelyből később tébolydát építettek, majd miután egy tűzvészben leégett, évek óta kísértetjárta és üresen áll. Garrett behatol az épületbe, ahol rábukkan egy kislány képére, aki szakasztott úgy néz ki, mint az Őrzők új fordítója, Gamall. Ezután egy fehér szellemalak, Lauryl jelenik meg előtte, aki a segítségét kéri, hogy végre békére lelhessen. Garrett cselekedeteivel kitörli a kislány emlékét az árvaház kollektív tudatából, amely az egész helyet uralja. Közben apránként megtudja a szellemtől, hogy gyermekkorában a boszorkány megölte őt, amikor a barátjával, Drept-tel bújócskáztak, majd lenyúzta a bőrét, és azóta az ő alakjában él valahol. Bár ezután Garrett is a ház foglyává válik, a szellem segítségével megmenekül szorult helyzetéből. Ezután a Kalapácsosok erődjében, Fort Ironwoodban megkeresi a kislány sírját és megtisztítja azt a lelkét fogva tartó rúnáktól. Erre a szellemalak visszanyeri valódi alakját: Lauryl-ét. Ugyanebben a pillanatban az Őrzőknél fordítóként dolgozó, nyilvánvalóan hamis Gamall elveszíti alakját, s kiderül, hogy ő a boszorkány. Egy rémes lénnyé változik s kiirtja a fél rendet.
A világ hatalmas bajban van: a boszorkány ellopta a Kelyhet és a Mancsot is. Orland őrző bocsánatot kér Garrettől, majd azt kéri tőle, mentse meg a világot és végezten a boszorkánnyal, valamint pusztítsa el a Végső Rúnát. A tolvaj visszalopja a banya titkos rejtekhelyéről az ereklyéket. Ezután Artemus Őrzővel találkozik, aki elmondja, hogy létezik öt ereklye, melyeket a város megfelelő pontjaira helyezve aktiválhatja a Végső Rúnát, s a banyát elpusztíthatja, de egyben az Őrzők hatalmának is véget vet. A három hátramaradt kegytárgy, a kurshok nép Koronája, a Szív, valamint a Garrett által korábbról már nagyon jól ismert Szem a Városi Múzeumban vannak, innen kell a tolvajnak kilopnia őket. A múzeum bejáratánál Artemus várja őt, s arra kéri, adja át neki az ereklyéket. Közben befut Orland is, aki leleplezi a banyát: megölte Artemust és az ő alakjában akarta lépre csalni Garrettet. Orland halállal lakol, de a tolvaj idejében meglép. Garrett az éj leple alatt Orland utolsó kívánságának megfelelően aktiválja a Végső Rúnát. A művelet végén az Őrzők kulcsának rúnája Garrett kezébe ég, bizonyítván, hogy a prófécia szerint tényleg ő volt az Egy Igaz Őrző. A Végső Rúna hatására a boszorkány és gólemei elvesztik minden hatalmukat, a rémség egy vénséges, erőtlen öregasszonnyá változik vissza, a Kehely és a Mancs pedig visszakerülnek tulajdonosaikhoz. A legdrámaibb hatás a végére marad: az Őrzők minden hatalmukat elvesztik: könyveik lapjairól eltűnnek a rúnák, könyvtáruk pedig láthatóvá válik az emberek számára.
A történet úgy végződik, ahogy elkezdődött: Garrett az utcán sétál, mint Őrző, amikor egy kislány ki akarja őt zsebelni, de rajtakapja.
|  | Itt a vége a cselekmény részletezésének! |

## Fejlesztés
A játék készítése már 2000-ben elkezdődött volna, ám a kezdeti vázlatok elkészítése közben a Looking Glass Studios csődbe ment. A fejlesztők egy része átigazolt az Ion Storm Inc.-hez, ahol nekiláttak a folytatás fejlesztéséhez, melyről egészen 2004-ig szinte semmit nem lehetett tudni. Sőt a fejlesztést 2003-ban ideiglenesen leállították, hogy a stáb a Deus Ex: Invisible War fejlesztésével foglalkozhasson. A két játék között nagyon sok hasonlóság van: mindkettőt először XBOX-ra fejlesztették, és utána írták át PC-re, valamint mindkettő ugyanazt az erősen módosított Unreal Engine 2.0-t használja grafikus motorként, beépített Havok fizikai motorral. A játék címébe azért nem került bele a 3-as jelzés, hogy ne zavarja össze a konzolos játékosokat (hiszen az első két rész PC-exkluzív volt). A Thief harmadik része volt az Ion Storm utolsó játéka, annak 2005-ös csődje előtt.
A játék sok, gyakran az előző részekhez képest negatív változást vezetett be, ezeknek legtöbbje azonban a felgyorsított fejlesztési időnek és az elégtelen költségvetésnek tudható be. Ilyen például az ún. "kötélnyíl" kicserélése a "mászókesztyűre", a Város feldarabolása nagyon apró kerületekre, a rosszul megvalósított fényhasználat és az átvezető videók egy részének kirívóan rossz minősége.
A játékot, elődeivel ellentétben, eleinte kizárólag XBOX-ra fejlesztették, és csak később írták át, elkapkodva, PC-re – hasonlóan a Deus Ex második részéhez. Ennek megfelelően a játékban rengeteg jellemzően konzolos elem maradt, például a menürendszer, a játék irányítása, a viszonylag középszerű grafika, stb.

## Hasonló játékok
- Splinter Cell-sorozat
- Hitman: Codename 47 és folytatásai
- Metal Gear Solid-epizódok